# Pla de Llet
El Pla de Llet és una muntanya de 2.141 metres que es troba entre els municipis del Pont de Bar, a la comarca de l'Alt Urgell i de Lles de Cerdanya, a la comarca de la Baixa Cerdanya. Al cim podem trobar-hi un vèrtex geodèsic (referència 276077001). Aquest cim està inclòs al llistat dels 100 cims de la FEEC amb el nom de MIrador del Pla de Llet.